# Paolo Toselli
Paolo Toselli (Cormons, 1936. július 29. –) olasz nemzetközi labdarúgó-játékvezető.

## Pályafutása

### Nemzeti kupamérkőzések
Vezetett Kupa-döntők száma: 1.

#### Olasz Kupa
| Időpont         | Helyszín               | Mérkőzés típusa | Mérkőzés            | Eredmény |
| --------------- | ---------------------- | --------------- | ------------------- | -------- |
| 1972. július 5. | Olimpiai Stadion, Róma | döntő           | AC Milan–SSC Napoli | 2 : 0    |

### Nemzetközi játékvezetés
Az Olasz labdarúgó-szövetség Játékvezető Bizottsága (JB) 1973-ban terjesztette fel nemzetközi játékvezetőnek, a Nemzetközi Labdarúgó-szövetség (FIFA) bíróinak keretébe. Több nemzetek közötti válogatott és klubmérkőzést vezetett. Rövid nemzetközi pályafutását 1974-ben befejezte.